# Mordejái Tverski
Mordejái Tverski (1770-1837), conocido como el Maguid de Chernóbil, fue un rabino ucraniano. Mordejái era el hijo del rabino Menájem Nájum Tverski de Chernóbil. Mordejái fue el segundo rebe de la dinastía jasídica de Chernóbil. Todos sus hijos sirvieron como rabinos, y de ellos surgieron varias ramas del jasidismo hoy, existen miles de jasidim que forman parte de las dinastías jasídicas Skver, Chernóbil y Rachmastrivka.

## Biografía
Tverski nació en Chernóbil, sus padres eran Sarah y el rabino Menájem Nájum Tverski, un discípulo del Baal Shem Tov y del Maguid de Mezeritch. Najum de Chernóbil fue el autor del libro "Meor Einayim". Tverski se casó con Chaya Sara, la hija del rabino Aharon de Karlin, después de su muerte, se casó con Feiga, la hija del rabino Dovid Leykes, un estudiante del Baal Shem Tov. Tuvieron juntos ocho hijos y una hija. Sus hijos se convirtieron en prominentes rabinos e hicieron un gran esfuerzo para difundir el jasidismo en Rusia y en Ucrania. El rabino Mordejái tenía muchos seguidores llamados jasidim, y muchas ciudades lo nombraron "Maguid Meisharim". 
Entre sus alumnos estaban los rabinos Israel Dov de Villednik y Abraham Dov de Avritsch. A lo largo de su vida, Tverski reunió grandes sumas monetarias para llevar a cabo obras de caridad, y antes de su muerte, lamentó no haber recolectado todavía más dinero para dichas obras. Sus pensamientos, sermones y discursos fueron publicados en la obra "Likutei Torah", dicha obra fue elogiada por otros líderes jasídicos famosos. En el año 2001, el libro fue reimpreso en una edición revisada y contaba con un índice llamado "Likutei Torah Ha-Shalem". En sus enseñanzas, Tverski enfatizó la importancia de un discurso puro y de un pensamiento puro como condición para lograr una conexión adecuada en la oración. También habló de incluir a todas las almas judías en la oración, incluso a las personas malvadas, al hacerlo, las personas malvadas tendrán más posibilidades de arrepentirse y hacer Teshuvá. 
El rabino Yisroel Friedman de la dinastía jasídica de Ruzhin, nombró a uno de sus hijos Mordejái cuando Mordejái de Chernóbil aún estaba vivo, en contradicción con la tradición judía asquenazí de no nombrar a niños con nombres de parientes vivos. Cuando se le preguntó sobre esto, el rabino Israel respondió: "Nuestro tío de Chernóbil ya lleva unos cuantos años en este mundo". Tverski murió unos años más tarde, en mayo de 1837, exactamente en la misma fecha en que nació el rabino Mordejái Faivush de Husiatin, en el día 35 de la Cuenta del Omer (Sefirat Ha-Omer). Mientras todavía estaba vivo, Tverski preparó su lugar de descanso en las afueras de la aldea de Anatevka, cerca de Kiev. El rabino seleccionó ese lugar porque no había ninguna Iglesia Cristiana Ortodoxa cerca. La tumba del rabino está cerca de una colina y un río. Los ocho hijos del rabino Mordejái se convirtieron en rabinos jasídicos y vivieron en varias ciudades.